# Havelu
Havelu é uma comuna francesa na região administrativa do Centro, no departamento Eure-et-Loir. Estende-se por uma área de 3,76 km². Em 2010 a comuna tinha 141 habitantes (densidade: 37,5 hab./km²).